# ハワウシ

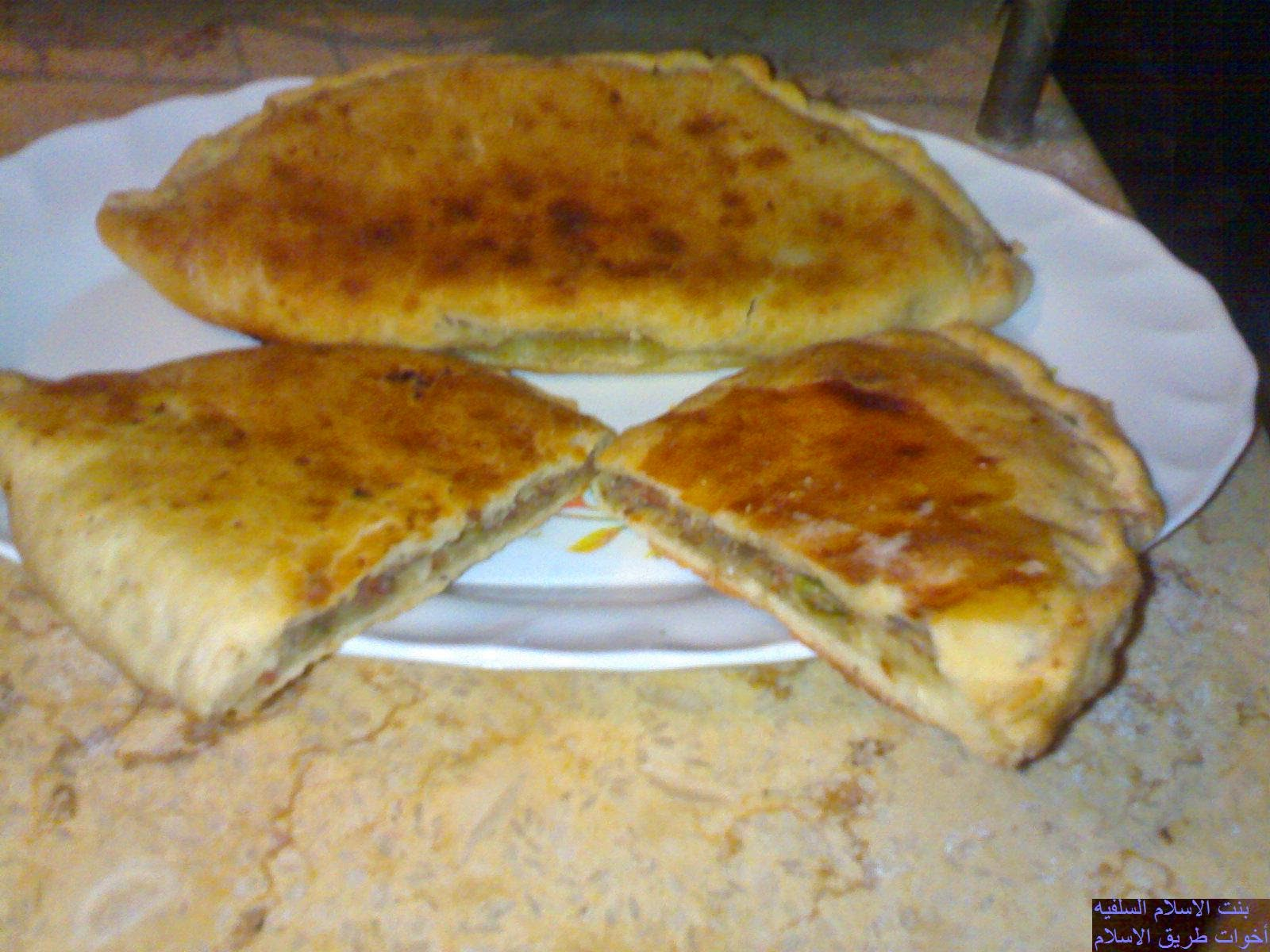
ハワウシの例

ハワウシ（アラビア語エジプト方言: حواوشى、hawawshi、hawwaoshi）はエジプトのサンドイッチ。エジプトではファストフードとして食されている。
ピタパンに牛挽肉、タマネギ、スパイスなどを炒めたフィリングを詰め込んだ料理である。トルコのラフマジュンに似るが、ハワウシのほうが肉の割合が多い。牛肉の代わりにラム肉を使うこともある。
伝統的な作り方では、火を通していないフィリングを丸く広げたパン生地の上に乗せ、もう1枚パン生地を重ね、ふちを閉じてオーブンで焼き上げる。出来合いのピタパンを用いるのは簡略版の調理法とも言える。